# Bartosz Bereszyński
Bartosz Bereszyński (Poznań, 12 de julho de 1992) é um futebolista polaco que atua como lateral-direito. Atualmente joga na Sampdoria.

## Carreira
Bartosz Bereszyński começou a carreira no Lech Poznań.

## Títulos
Napoli
- Serie A: 2022–23